# 10226 Seishika
10226 Seishika è un asteroide della fascia principale. Scoperto nel 1997, presenta un'orbita caratterizzata da un semiasse maggiore pari a 2,4856775 UA e da un'eccentricità di 0,1277038, inclinata di 6,11444° rispetto all'eclittica.